# Accademia militare
Un'accademia militare è un istituto per la formazione degli allievi che aspirano a diventare ufficiale nell'esercito, nella marina militare, nell'aeronautica militare o in altri tipi di forze armate come ad esempio, in Italia, nell'Arma dei Carabinieri e nella Guardia di finanza.
Fondamentalmente esistono tre tipi di accademie militari:
- scuole militari equivalenti alle scuole secondarie di secondo grado che rilasciano il relativo diploma di completamento degli studi di istruzione secondaria superiore;
- scuole a livello universitario che rilasciano lauree triennali (bachelor) su materie militari;
- gli istituti per gli allievi ufficiali delle forze armate degli stati sovrani.

## Afghanistan
- Accademia nazionale militare dell'Afghanistan (عنایت الله محمودی اکادمی ملی نظامی افغانستان)

## Argentina
Esercito argentino
- Colegio Militar de la Nación, ad El Palomar (Buenos Aires)

Armada de la República Argentina
- Escuela Naval Militar, a Río Santiago, Buenos Aires

Fuerza Aérea Argentina
- Escuela de Aviación Militar, a Córdoba

## Australia
- Australian Defence Force Academy
- Royal Military College, Duntroon
- Officer Training School RAAF
- Royal Australian Naval College

## Austria
- Accademia militare Teresiana

## Bangladesh
- Bangladesh Military Academy

## Belgio
- École royale militaire

## Bolivia
- Colegio Militar del Ejército de Bolivia[1]

## Brasile
Il Brasile ha diverse accademie militari, fra le quali la Academia Militar das Agulhas Negras (AMAN) a Resende, nello stato di Rio de Janeiro.

## Bulgaria
- Università nazionale militare Vasil Levski, fondata nel 1878 come scuola militare a Plovdiv; ha plessi distaccati:
  - Facoltà di aeronautica a Dolna Mitropoliya
  - Facoltà di artiglieria, difesa aerea e CIS a Šumen
  - Facoltà interforze a Veliko Tărnovo
- Nikola Vaptsarov Naval Academy (Висшето военноморско училище „Никола Йонков Вапцаров“) a Varna, fondata nel 1881 come scuola di meccanica navale a Rousse
- Rakovski Defence and Staff College (Военна академия „Георги Стойков Раковски“) a Sofia. Fondata con decreto della 15ª Assemblea nazionale del 1º marzo 1912.

## Canada
Il Canada aveva tre accademie a livello universitario, i Canadian Military Colleges:
- Royal Military College of Canada (RMC) a Kingston (Ontario) - fondata nel 1876
- Royal Roads Military College (RRMC) a Victoria (Canada) - fondata nel 1941
- Collège militaire royal de Saint-Jean (CMR) a Saint-Jean-sur-Richelieu, Québec - fondata nel 1954[2]

Sino agli anni Sessanta questi tre college fornivano istruzione militare ai cadetti di esercito, marina ed aviazione. Il Royal Military College dispensava anche lauree in Arte, Scienze ed Ingegneria. Nel 1995 il Dipartimento della difesa ha chiuso il Royal Roads Military College ed il Collège militaire royal de Saint-Jean. Il Royal Roads è stato poi riaperto come università civile, mentre nel 2007 il Collège militaire royal de Saint-Jean è stato riattivato come collegio propedeutico e vi si tengono i corsi del primo anno.

## CinaeTaiwan
- Accademia militare di Whampoa (Accademia degli ufficiali dell'Esercito del Partito Nazionalista di Cina - 中國國民黨陸軍軍官學校), nel distretto dello Huangpu
- Università nazionale della difesa - PLA (中国人民解放军国防大学), a Pechino
- Accademia militare della Repubblica di Cina, a Fengshan (Taiwan)
- Università nazionale della difesa (Taiwan)
- Centro medico nazionale della difesa, a Taipei (Taiwan)

## Corea del Sud
Esercito della Corea del Sud
- Accademia militare di Corea

Marina della Corea del Sud
- Accademia navale di Corea

Aeronautica militare della Corea del Sud
- Korea Air Force Academy

Altri istituti:
- Accademia dell'esercito coreano di Yeongcheon, in precedenza Terza Accademia Militare di Corea
- Accademia di sanità militare coreana

## Danimarca
Hæren (Esercito reale danese)
- Hærens Officersskole, Scuola ufficiali dell'esercito, a Copenaghen

Reale marina danese
- Søværnets Officersskole, Scuola ufficiali di marina, a Copenaghen - fondata nel 1701; accoglie aspiranti, che solo in seguito diverranno cadetti.

Flyvevåbnet (Reale aeronautica militare danese)
- Flyvevåbnets Officersskole, Scuola ufficiali di aviazione, a Værløse

## Egitto
Esercito egiziano
- Accademia Militare Egiziana (الكلية الحربية), al Cairo

Al-Quwwat al-Jawwiya al-Misriyya (Aeronautica militare egiziana)
- Accademia aeronautica egiziana (الكلية الجوية), presso l'aeroporto militare di Belbeis
- Marina militare egiziana
- Accademia navale egiziana (الكلية البحرية), originariamente a Ras al-Tin, oggi è situata ad Abu Qir

## Filippine
L'Accademia militare delle Filippine (PMA) è la scuola di addestramento dei futuri ufficiali delle forze armate filippine. Fu costituita il 17 febbraio 1905 ad Intramuros, Manila, e successivamente spostata il 1º settembre 1908 a Baguio.

## Finlandia
- Università Nazionale della Difesa (Finlandia)[5]

## Francia
Scuole ufficiali:
- École spéciale militaire de Saint-Cyr (ESM), principale accademia militare francese, nota anche come Saint-Cyr. Fondata da Napoleone nel 1802 ed inizialmente ubicata a Fontainebleau, fu dapprima spostata a Saint-Cyr l'École (1808), ed in seguito a Coëtquidan (Bretagna) nel 1945.
- École de l'Air, accademia d'aviazione
- École navale, Scuola Navale
- École des officiers de la gendarmerie nationale, scuola ufficiali della Gendarmerie
- ENSIETA, scuola ufficiali del genio militare

Scuole di specializzazione:
- Institut des hautes études de la défense nationale, Istituto Alti Studi della Difesa
- École d'État-major, Scuola di stato maggiore
- Collège d'enseignement supérieur de l'armée de terre, Collegio di istruzione superiore dell'esercito
- Collège interarmées de défense, Collegio interforze di Difesa

Il Politecnico (École polytechnique), sebbene i suoi allievi siano di status militare, non è più una scuola militare.

## Germania

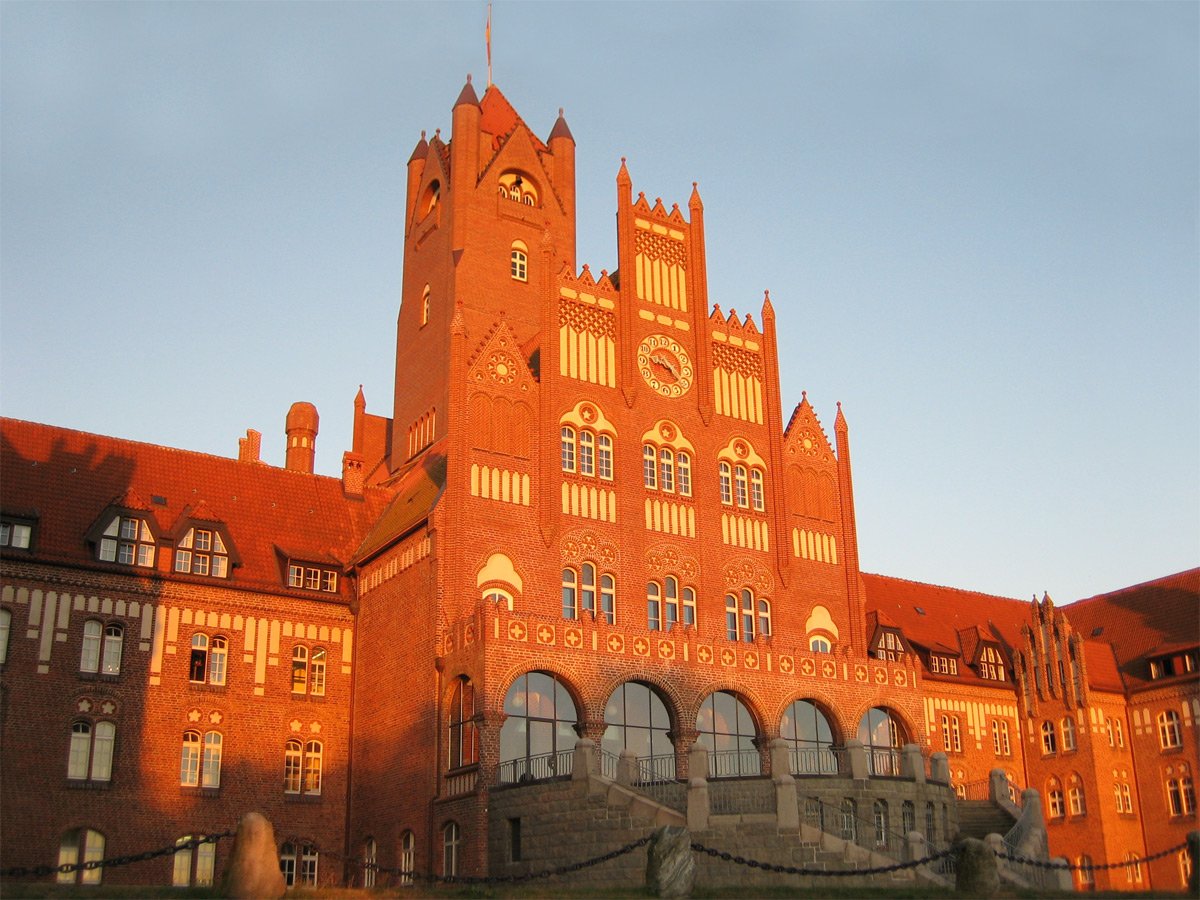
La Marineschule Mürwik, Accademia navale tedesca

- Marineschule Mürwik, Accademia navale, a Mürwik, nei pressi di Flensburgo
- Führungsakademie der Bundeswehr

Ogni forza armata ha le sue Offizierschulen (scuole ufficiali) e ci sono scuole specialistiche, le Waffenschulen, ad istruzione specifica per arma di appartenenza.
Ci sono anche due università delle forze armate: la Universität der Bundeswehr a Monaco di Baviera e la Helmut Schmidt Universität ad Amburgo in cui quasi tutti i futuri ufficiali devono sostenere esami su materie non militari ed ottenere un diploma o una laurea. Al terzo anno gli allievi hanno la nomina a Leutnant (sottotenente).

## Grecia
Esercito greco
- Scuola militare per aspiranti ufficiali (Στρατιωτική Σχολή Ευελπίδων), fondata a Nauplia nel 1828 (l'anno dopo questa città fu la prima capitale della Grecia moderna), oggi ubicata ad Atene.
- Accademia di Sanità Militare, a Thessaloniki[6].

Polemikí Aeroporía (Aeronautica militare greca)
- Accademia aeronautica greca ("Scuola Icaro", Σχολή Ικάρων), presso l'aeroporto militare di Tatoi (Atene).

Marina greca
- Scuola dei cadetti navali (Σχολή Ναυτικών Δοκίμων), al Pireo.

## India
- Accademia nazionale di difesa, a Khadakwasla
- Accademia militare indiana, a Dehradun
- Accademia navale indiana, a Ezhimala
- Scuola militare di Ajmer
- Scuola militare di Bangalore
- Scuola militare di Belgaum
- Scuola militare di Chail
- Scuola militare di Dholpur
- Scuole Sainik, sistema di istituti di istruzione propedeutica

## Indonesia
La Akademi Angkatan Bersenjata Republic Indonesia (Accademia militare dell'Indonesia) fu fondata a Yogyakarta il 13 ottobre 1945. Oggi le accademie sono ripartite per forza armata.
Esercito indonesiano
- Akademi Militer - Akmil (Accademia militare), a Magelang, province di Jawa Tengah

Aeronautica indonesiana
- Akademi Angkatan Udara - AAU (Accademia di aviazione), a Yogyakarta, provincia di Daerah Istimewa Yogyakarta

Marina indonesiana
- Akademi Angkatan Laut - AAL (Accademia navale), a Surabaya, provincia di Jawa Timur

## Italia
In Italia sono attive:

Un francobollo italiano dedicato all'Accademia Militare di Modena.

- l'Accademia militare di Modena[8], per la selezione e formazione degli allievi ufficiali dell'Esercito italiano e dell'Arma dei Carabinieri e degli ufficiali dei corpi tecnici dell'Esercito. Prende origine dalla Reale accademia di Torino fondata con decreto del 1º gennaio 1678 della duchessa Maria Giovanna Battista di Savoia Nemours, reggente del figlio Vittorio Amedeo. L'Accademia militare dell'Esercito, quindi, è l'istituto di formazione militare più antico al mondo ancora attivo, anticipando di un cinquantennio le accademie di San Pietroburgo in Russia (1723), la Royal Academy britannica (1741), l'École royale militaire francese (1751), la Kriegsakademie prussiana di Potsdam (1745), la Scuola militare "Nunziatella" di Napoli (18 novembre 1787) e la West Point statunitense (1802);
- l'Accademia navale[9] di Livorno, per gli allievi ufficiali e gli ufficiali della Marina Militare;
- l'Accademia Aeronautica[10] di Pozzuoli, nei pressi di Napoli, per gli allievi ufficiali e gli ufficiali dell'Aeronautica Militare;
- l'Accademia della Guardia di Finanza, trasferitasi a Bergamo nell'ottobre 1984, è dedicata alla formazione degli ufficiali della Guardia di Finanza. Si sono nuovamente trasferiti a Roma, precedente sede, i corsi di applicazione e speciali a partire dal settembre 1995, presso Castelporziano[11];
- la Scuola militare "Nunziatella" di Napoli (fondata del 1787) e la Scuola militare "Teulié" di Milano (fondata del 1802 - chiusa dopo il secondo conflitto mondiale è riaperta nel 1996 prima come sede distaccata della Nunziatella poi dal 1998 come Scuola autonoma), la Scuola navale militare "Francesco Morosini" di Venezia, la Scuola militare aeronautica "Giulio Douhet" di Firenze.

Inoltre siccome l'Accademia militare di Modena forma solo per i primi due anni di corso gli allievi ufficiali il resto della formazione è devoluto alla Scuola di applicazione per l'Esercito e alla Scuola ufficiali carabinieri per l'Arma dei Carabinieri.
Anche le forze di polizia dispongono di centri per la formazione dei dirigenti:
- la Polizia di Stato ha a Roma la Scuola superiore di polizia.[13]

## Giappone
- Bōei Daigakkō (防衛大学校, Accademia nazionale di difesa), a Yokosuka
- Bōei Ika Daigakkō (防衛医科大学校, Collegio di sanità militare), a Tokorozawa
- Scuole ufficiali di forza armata

## Malaysia
Istituti secondari:
- Maktab Tentera Diraja (Collegio militare)[14]

Istituti universitari:
- University Pertahanan Nasional Malaysia[15]
- Maktab Pertahanan Angkatan Tentera[16]

Scuole di specializzazione:
- Scuola cadetti ufficiali di Malesia, a Port Dickson
- Maktab Turus Angkatan Tentera[17]
- Institut Latihan Kesihatan Angkatan Tentera[18]
- Pusat Latihan Pengaman Malaysia[19]

Le unità di addestramento per ufficiali della riserva (Pasukan Latihan Pegawai Simpanan) sono inserite nelle università pubbliche.

## Messico
- Heroica Escuela Naval Militar, una volta a Veracruz, oggi ad Antón Lizardo
- Heroico Colegio Militar, a Città del Messico

## Norvegia
- Norwegian Military Academy, Linderud/Oslo (Esercito norvegese)
- Norwegian Naval Academy, Laksevåg/Bergen (Reale marina norvegese)
- Norwegian Air Force Academy, Trondheim (Reale Aeronautica norvegese)

Formazione per i post-graduati
- Norwegian Defence Staff College, Oslo (unito)
- Norwegian National Defence College, Oslo (Servizio civile / Alti ufficiali)

## Nuova Zelanda
Tier One - Formazione iniziale degli ufficiali
- New Zealand Commissioning Course, Waiouru (NZ Army)
- Initial Officer Training, Woodbourne, (RNZAF)
- Officer Training School, Devonport Naval Base

Tier Two - Educazione Ufficiali Inferiori
- NZDF Junior Staff Course, New Zealand Defence College

Tier Three - Educazione Ufficiali Superiori
- NZDF Staff Course, New Zealand Defence College

## Paesi Bassi
- Koninklijke Militaire Academie, accademia dell'esercito e dell'aviazione, a Breda
- Royal Netherlands Naval College, accademia navale, a Den Helder

## Pakistan
Esercito pakistano
- Pakistan Military Academy

Aeronautica pakistana
- Pakistan Air Force Academy

Marina pakistana
- Pakistan Naval Academy

## Panama
Policía Nacional (polizia panamense)
- Centro de Enseñanza Superior Doctor Justo Arosemena de la Policía Nacional (Accademia di polizia)[20]

## Perù
Esercito peruviano
- Escuela Militar de Chorrillos

Marina de Guerra del Perú (Marina peruviana)
- Escuela Naval del Perú[21]

Fuerza Aérea del Perú (aeronautica militare peruviana)
- Escuela de Oficiales de la Fuerza Aérea del Perú[22]

## Regno Unito
Scuole militari:
- Welbeck College - college del tipo "Six form" per i ragazzi dai 16 ai 18 anni, fornisce un'educazione detta di "livello A" in preparazione all'arruolamento nelle forze armate o nel Ministero della difesa come ufficiale tecnico, seguito da un'educazione universitaria.
- Duke of York's Royal Military School - per i figli di uomini e donne in servizio.

Formazione degli ufficiali:
- Britannia Royal Naval College - centro di addestramento della Royal Navy situato a Dartmouth
- Commando Training Centre Royal Marines - centro di addestramento dei Royal Marines situato a Lympstone
- Reale accademia militare di Sandhurst - centro di addestramento dell'esercito situato a Sandhurst
- Royal Air Force College Cranwell - centro di addestramento della RAF situato nella base aerea di Cranwell

Educazione per lo stato maggiore e per ufficiali:
- Defence Academy of the United Kingdom - provvede a fornire un'alta preparazione al personale delle forze armate inglesi e del Ministero della difesa. Da esso dipendono:
- Royal College of Defence Studies (principalmente per colonnelli/brigadieri o grado equivalente selezionati come futuri alti comandanti; altamente selettiva)
- Joint Services Command and Staff College (provvede all'educazione di ufficiali veterani delle varie armi delle forze armate e del personale del Ministero della difesa)
- Defence College of Management and Technology (centro di ricerca e addestramento formato da cinque dipartimenti concernenti l'apprendimento di discipline tecniche/gestione delle risorse umane e delle risorse)
- Armed Forces Chaplaincy Centre
- Advanced Research and Assessment Group (valutazione delle minacce e pianificazione piani di emergenza)
- Conflict Studies Research Centre (studio delle cause di potenziali conflitti)

Istituzioni non più attive:
- Royal Naval College, Greenwich
- Royal Naval Engineering College Manadon
- Staff College, Camberley
- RAF Staff College, Andover
- RAF Staff College, Bracknell
- Royal Military Academy
- Joint Service Defence College

La Combined Cadet Force lavora riguardo ad un livello pre-universitario, mentre la University Royal Naval Unit, l'Officers' Training Corps (UOTC) e l'University Air Squadron riguardano una preparazione universitaria. La UOTC, nonostante il nome, non prepara gli ufficiali ma favorisce la formazione militare negli studenti universitari.

## Rep. Ceca
- Univerzita obrany (Università della Difesa), a Brno[23]

## Romania
Esercito romeno
- Academia Fortelor Terestre, a Sibiu[24]

Aeronautica militare romena
- Academia Fortelor Aeriene, a Brașov

Marina romena
- Academia Fortelor Navale, a Costanza

C'è anche un'accademia tecnica, la Academia Tehnica Militara, a Bucarest.

## Serbia
Voena akademija, a Belgrado

## Singapore
- Officer Cadet School
- Singapore Command and Staff College

## Spagna

Stemma araldico dell'Academia General Militar

Ejército de Tierra (Esercito spagnolo)
- Academia General Militar, Saragozza

Ejército del Aire (Aeronautica militare spagnola)
- Academia General del Aire, San Javier

Armada Española (Marina spagnola)
- Escuela Naval Militar de Oficiales, Marín

## Sri Lanka
Lo Sri Lanka ha una università della difesa che prende i cadetti da tutti e tre i servizi armati, 3 Accademie militari di livello non universitario, uno per ogni servizio armato fornisce una formazione di base per Ufficiale e di Comando e lo Staff College per alti ufficiali delle tre forze armate.
Il generale dell'università della difesa Sir John Kotelawala, si è stabilito nel 1980 e prende il nome dal Generale Sri John Kotelawala, il secondo Primo Ministro dello Sri Lanka.
Università
- General Sir John Kotelawala Defence University, Colombo

Ufficiali d'addestramento
- Accademia militare dello Sri Lanka, Diyatalawa
- Accademia navale e marittima, Trincomalee
- Sri Lanka Air Force Academy, SLAF China Bay, Trincomalee

Staff d'addestramento
- Defence Services Command and Staff College

## Svezia

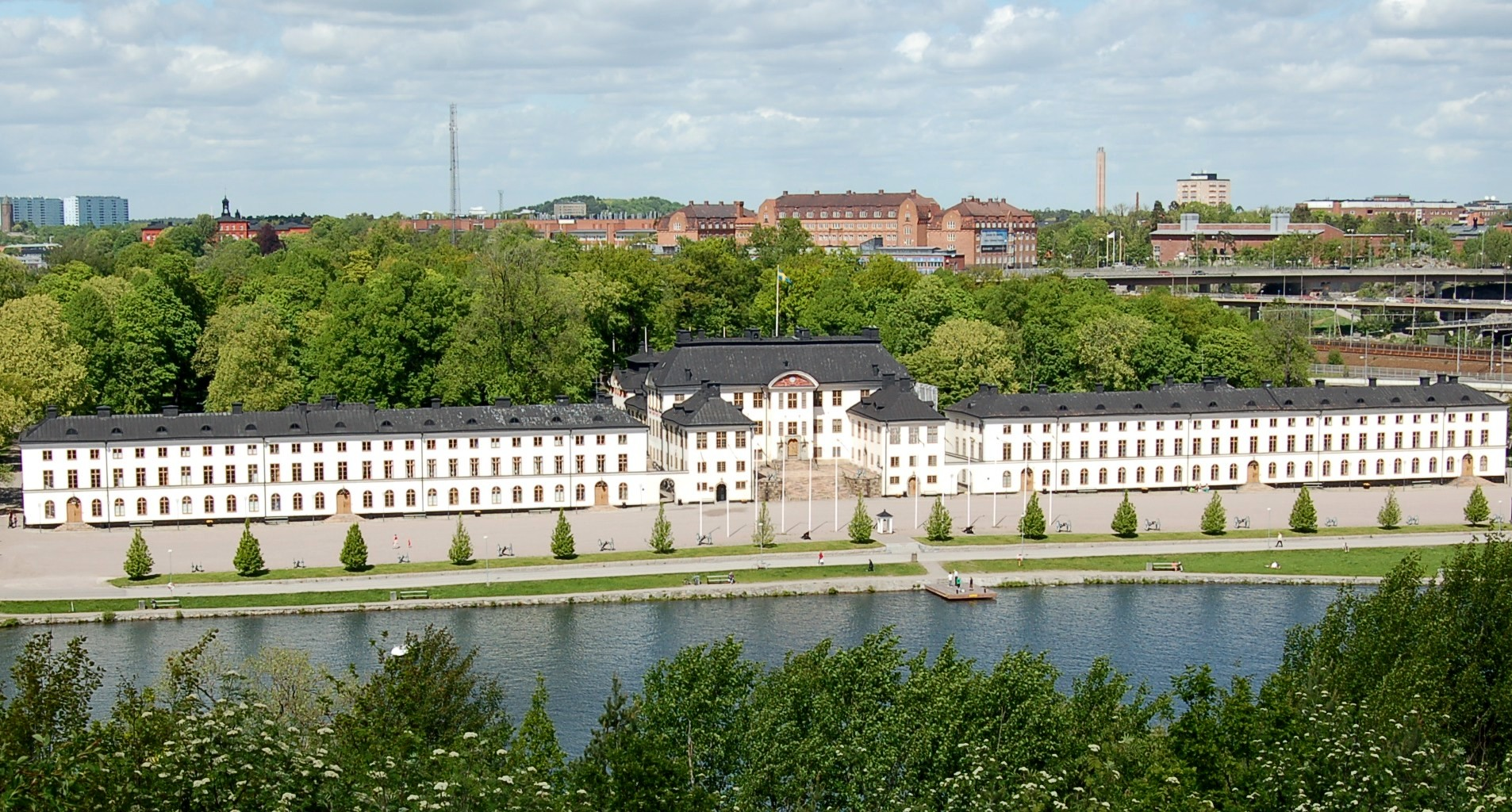
L'antico palazzo Karlberg, sede della Militärhögskolan Karlberg, accademia unificata delle forze armate di Svezia

Militärhögskolan Karlberg (Accademia militare Karlberg), fondata nel 1792 a Solna, poco a nord di Stoccolma; è la più antica accademia fra quelle che non hanno mai cambiato sede. Sino al 1867 vi si formarono sia ufficiali di terra che di mare, dopo quella data gli addestramenti furono separati sino al 1999, quando sono stati riunificati nell'antico palazzo Karlberg, nel quale dal 2003 sono anche gli allievi di aviazione.

## Turchia
- Kara Harp Okulu (Turkish Military Academy) (Ankara)
- Turkish Air Force Academy
- Turkish Naval Academy (Istanbul, quartiere di Tuzla)
- Turkish Naval High School (Istanbul)

## Stati Uniti

### Introduzione e servizio accademico
Negli Stati Uniti col termine "accademia militare" si indicano molteplici istituti di ogni ordine e grado (dalle medie all'università), non necessariamente militari che istruiscono i propri allievi con un'istruzione in stile militare, disciplina e tradizione.
Molte scuole superiori pubbliche offrono programmi di formazione ufficiali junior di riserva sponsorizzati da United States Armed Forces.
- Il termine "scuola militare" si riferisce principalmente a scuola medie pre-collegiali e scuole superiori. Le scuole militari una volta erano molto più comuni di quanto non lo siano oggi, vedi l'ampia Lista dei defunti militari nelle accademie degli Stati Uniti.
- Il termine "accademia militare" si riferisce comunemente a tutte le istituzioni prima del college, collegiali, e post-collegiali, è presente ancora nelle Graduate School, di catering per i funzionari già in servizio, sono spesso considerati separatamente e chiamati collegi del personale e collegi del personale militare USA.

Le Accademie militari possono essere sia private che sponsorizzate dal governo regionale dello stato o dal governo nazionale.
I college gestiti dal governo federale degli Stati Uniti che formano gli ufficiali destinati ai più alti incarichi di comando vengono chiamate Federal Service Academies e sono:
- United States Military Academy di West Point (New York) dello US Army
- United States Naval Academy di Annapolis (Virginia) della US Navy e dello USMC
- United States Air Force Academy di Colorado Springs della USAF
- United States Coast Guard Academy di New London (Connecticut) della USCG
- United States Merchant Marine Academy di Kings Point (New York) della United States Merchant Marine
- Uniformed Services University of the Health Sciences di Bethesda (Maryland)

### Collegi militari senior e junior
C'è un'Accademia militare finanziata dallo Stato:
- Virginia Military Institute, Lexington (Virginia)

Inoltre, diverse istituzioni, che erano collegi militari al momento della loro fondazione, mantengono sia un corpo di cadetti che un corpo studentesco civile. Questi includono:
- North Georgia College and State University, Dahlonega (Georgia) (noleggiato come un collegio militare, ma ha avuto un corpo militare e un corpo studentesco civile fin dal suo inizio);
- Norwich University, Northfield (Vermont);
- Texas A&M Corps of Cadets, Texas A&M University, College Station (Texas);
- The Citadel (college militare) Charleston (Carolina del Sud);
- Virginia Tech Corps of Cadets, Virginia Polytechnic Institute and State University, Blacksburg (Virginia).

Insieme a Virginia Military Institute queste istituzioni sono noti come Senior Military Colleges.
Cinque istituzioni sono considerate Military Junior College. Queste cinque scuole partecipano ai due anni di Esercito, un esercito Reserve Officers' Training Corps un programma dove gli studenti qualificati in grado di guadagnare una commissione come sottotenente dopo solo due anni di college. I cinque Military Junior College sono:
- Wentworth Military Academy and College, Lexington (Missouri)
- Valley Forge Military Academy and College, Wayne (Pennsylvania)
- New Mexico Military Institute, Roswell (Nuovo Messico)
- Marion Military Institute, Marion (Alabama)
- Georgia Military College, Milledgeville (Georgia)